# Plan Nacional de Desarrollo (Colombia)

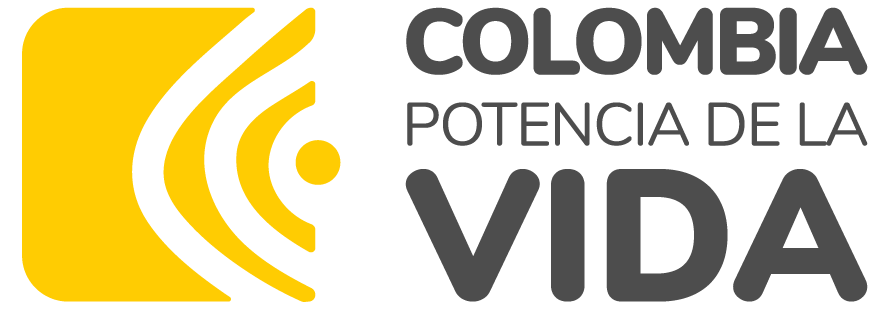
Logo del Plan Nacional de Desarrollo 2022-2026 "Colombia, potencia de la vida"

El Plan Nacional de Desarrollo (PND) es la base de las políticas gubernamentales de los presidentes de Colombia.
Liga las propuestas de los aspirantes a la presidencia de la República de Colombia con su gestión durante los cuatro años de gobierno. Para ello la Constitución y la Ley han ordenado la práctica de la planeación en Colombia. En tal sentido, la base del Plan, del presidente electo, son las propuestas de campaña presentadas ante la Registraduría Nacional del Estado Civil en el momento de su inscripción como candidato, conocidas como el programa de gobierno. Adicionalmente, dicho marco legal también vincula la participación de diversos sectores de la Sociedad Civil por medio del Consejo Nacional de Planeación para la elaboración del mismo. De esta manera el PND es el instrumento legal por medio del cual se dan a conocer los objetivos de gobierno del presidente de Colombia y su gestión, y además, permite evaluar sus resultados.
El actual Plan Nacional de Desarrollo de Colombia se llama "Colombia, potencia mundial de la vida" (2022-2026),, fue aprobado el 5 de mayo de 2023 por el Congreso de la República en la Ley 2294 de 2023 y fue sancionado por el presidente de Colombia, Gustavo Petro Urrego el 19 de mayo de 2023, en el resguardo indígena Remanso de Chorro Bocón, en el departamento de Guainía.

## Historia
La práctica de la planeación fue establecida en Colombia a comienzos de los años 1950 en el gobierno de Mariano Ospina Pérez, con el apoyo de una misión del Banco Mundial: la Misión Currie, emprendida en 1949 por Lauchlin Currie, economista canadiense enviado por el Banco Internacional de Reconstrucción y Fomento (BIRF), organismo integrante del Banco Mundial, y creado también en los Acuerdos de Bretton Woods de 1944.
En 1968, la puesta en marcha de la planeación en Colombia recibió un impulso con la creación del Departamento Nacional de Planeación.
La Constitución política de Colombia de 1991 en su artículo 339 del Título XII: "Del Régimen Económico y de la Hacienda Pública", Capítulo II: "De los planes de desarrollo", señala que:

Habrá un Plan Nacional de Desarrollo conformado por una parte general y un plan de inversiones de las entidades públicas del orden nacional. En la parte general se señalarán los propósitos y objetivos nacionales de largo plazo, las metas y prioridades de la acción estatal a mediano plazo y las estrategias y orientaciones generales de la política económica, social y ambiental que serán adoptadas por el gobierno. El plan de inversiones públicas contendrá los presupuestos plurianuales de los principales programas y proyectos de inversión pública nacional y la especificación de los recursos financieros requeridos para su ejecución.
Las entidades territoriales elaborarán y adoptarán de manera concertada entre ellas y el gobierno nacional, planes de desarrollo, con el objeto de asegurar el uso eficiente de sus recursos y el desempeño adecuado de las funciones que les hayan sido asignadas por la Constitución y la ley. Los planes de las entidades territoriales estarán conformados por una parte estratégica y un plan de inversiones de mediano y corto plazo, (Art. 339 CPC 1991)

Este artículo constitucional fue reglamentado en la Ley 152 de 1994, durante el gobierno del presidente César Gaviria por la cual se estableció la Ley Orgánica del Plan de Desarrollo. Esta Ley extiende la práctica de la planeación a los demás entes territoriales. Así, se puede hablar de Plan Territorial de Desarrollo, que puede ser Local (correspondiente a las localidades de Bogotá), Municipal, Distrital o Departamental; y el Plan Nacional de Desarrollo que a la presente es el nombre con que se conocen a los gobiernos de los distintos presidentes.

## Planes Nacionales de desarrollo 1961 - 2022
En la década del setenta, se inició la elaboración de planes de desarrollo más estructurados, de tal forma que sus enfoques estaban dirigidos hacia el crecimiento económico del país, con énfasis en el proceso de planeación.
| Periodo PND | Administración              | Título                                                    | Fecha publicación       | Ley      | Enfoque principal |
| ----------- | --------------------------- | --------------------------------------------------------- | ----------------------- | -------- | --- |
| 1961-1970   | Alberto Lleras Camargo      | "Plan general de desarrollo económico y social 1961-1970" | 20 de diciembre de 1961 | NO       | Incremento sustancial en la inversión pública; Redistribución del ingreso; Generación de empleo. |
| 1969-1972   | Carlos Lleras Restrepo      | "Planes y programas de desarrollo 1969-1972"              | 3 de diciembre de 1969  | NO       | Programación plan de inversiones públicas nacionales 1969-1972; Formulación del primer proyecto de ley del plan de desarrollo económico y social. |
| 1970-1974   | Misael Pastrana Borrero     | "Las cuatro estrategias"                                  | 2 de diciembre de 1971  | NO       | Estrategias para combatir el subdesarrollo; Concentración de mayores recursos en desarrollo urbano. |
| 1975-1978   | Alfonso López Michelsen     | "Para cerrar la brecha"                                   | XX de noviembre de 1975 | NO       | Alta protección a la industria buscando generación masiva de empleo. |
| 1979-1982   | Julio César Turbay Ayala    | "Plan de Integración Nacional"                            | 31 de mayo de 1980      | NO       | Integración física del país mediante carreteras, comunicaciones y energía. |
| 1983-1986   | Belisario Betancur Cuartas  | "Cambio con equidad"                                      | 20 de julio de 1983     | NO       | Crecimiento y equidad como complemento a la estabilización económica. |
| 1987-1990   | Virgilio Barco Vargas       | "Plan de economía social"                                 | XX de ¿agosto? de 1987  | NO       | Fortalecimiento de la democracia a nivel local; Incremento de la capacidad de intervención del Estado en la vida nacional. |
| 1990-1994   | César Gaviria Trujillo      | "La revolución pacífica"                                  | 16 de octubre de 1991   | NO       | Apertura comercial del país; Profundización del proceso de descentralización; Mayor participación del sector privado. |
| 1994-1998   | Ernesto Samper Pizano       | "El salto social"                                         | 2 de junio de 1995      | Ley 188  | Conciliación entre crecimiento y equidad. Pilares: educación, empleo y competitividad. |
| 1998-2002   | Andrés Pastrana Arango      | "Cambio para construir la paz"                            | 29 de julio de 1999     | Ley 508  | Cambio institucional orientado a la consecución de la paz y la reactivación de la producción; soporte de la descentralización y el fortalecimiento del tejido social. |
| 2002-2006   | Álvaro Uribe Vélez          | "Hacia un Estado Comunitario"                             | 26 de junio de 2003     | Ley 812  | Construcción Estado Comunitario mediante los cuatro objetivos: brindar seguridad democrática, impulsar el crecimiento económico sostenible y la generación de empleo, construir equidad social, e incrementar la transparencia y eficiencia del Estado. |
| 2006-2010   | Álvaro Uribe Vélez          | "Estado comunitario: desarrollo para todos"               | 24 de julio de 2007     | Ley 1151 | El Estado Comunitario como el instrumento para lograr un desarrollo sostenible que beneficie a todos y a generaciones futuras. Principios fundamentales: seguridad democrática, respeto a las libertades públicas, construcción de cohesión social, transparencia y respeto la independencia de las instituciones del Estado. Profundiza en los objetivos del PND 2002-2006. |
| 2010-2014   | Juan Manuel Santos Calderón | "Prosperidad para todos"                                  | 16 de junio de 2011     | Ley 1450 | País con prosperidad para todos: con más empleo, menor pobreza y más seguridad. Pilares: crecimiento sostenido, estrategia de igualdad de oportunidades, estrategia para consolidar la paz. |
| 2014-2018   | Juan Manuel Santos Calderón | "Todos por un nuevo país"                                 | 9 de junio de 2015      | Ley 1753 | La paz, la equidad y la educación conforman un círculo virtuoso. La paz favorece la equidad y la educación, la equidad propicia la paz y la educación, y la educación genera condiciones de paz y equidad. Seis estrategias transversales: competitividad e infraestructura; movilidad social; transformación del campo; seguridad, justicia y democracia para la construcción de la paz; buen gobierno y crecimiento verde. |
| 2018-2022   | Iván Duque Márquez          | "El futuro es de todos"                                   | 25 de mayo de 2019      | Ley 1955 | El Plan Nacional de Desarrollo es un pacto por la Equidad. Este PND planteaba alcanzar la inclusión social y productiva, «a través del emprendimiento y la legalidad». «Legalidad como semilla, el emprendimiento como tronco de crecimiento y la equidad como fruto, para construir el futuro de Colombia». |
| 2022-2026   | Gustavo Petro Urrego        | "Colombia, potencia de la vida"                           | 5 de mayo de 2023       | Ley 2294 | El Plan Nacional de Desarrollo 2022-2026 busca: «sentar las bases para que el país se convierta en un líder de la protección de la vida a partir de la construcción de un nuevo contrato social que propicie la superación de injusticias y exclusiones históricas, la no repetición del conflicto, el cambio de nuestro relacionamiento con el ambiente y una transformación productiva sustentada en el conocimiento y en armonía con la naturaleza.» El Plan Nacional de Desarrollo 2022-2026 "Colombia, potencia mundial de la vida" fue aprobado el 5 de mayo de 2023 por el Congreso de la República y fue sancionado por el presidente de Colombia, Gustavo Petro Urrego el 19 de mayo de 2023, en el resguardo indígena Remanso de Chorrobocón, en el departamento de Guainía. |

## Voto programático
Una de las características relevantes de la Constitución de Colombia de 1991, con relación a su predecesora fue la descentralización del poder político, que entre otros avances, consolidó la elección popular de Alcaldes, en los municipios y distritos y constituyó la elección popular de Gobernadores de los Departamentos. A su vez, uno de los avances institucionales más importantes de los Planes de Desarrollo, en este sentido, es que permitieron la consolidación del voto programático como principio electoral en el ámbito territorial. Esto es que se obliga a los gobernantes a convertir sus propuestas de campaña o programas de gobierno en Planes de Desarrollo, que son a su vez acuerdos en los municipios y distritos; y ordenanzas en los departamentos, y por lo tanto de obligatorio cumplimiento.